# 小早川政景
小早川 政景（こばやかわ まさかげ）は、鎌倉時代中期の武将。鎌倉幕府御家人。竹原小早川氏の初代当主。小早川茂平の四男。

## 生涯
政景の父・小早川茂平は承久の乱で鎌倉方として軍功を挙げ、本拠地・安芸国沼田荘（広島県三原市）などの他に、新たに安芸国都宇竹原荘（広島県竹原市）の地頭職を得ていた。
正嘉2年（1258年）7月19日、政景は父・茂平より安芸国都宇竹原荘・梨子羽郷の一部などを分与され、
竹原荘に移り住み木村城を築城した。以来、竹原小早川氏はこの地を本拠地とし、代々受け継いでいくこととなる。
政景は京都にも在住し、幕府・六波羅探題へ忠勤を励み、正応元年（1288年）、新たに備前国裳懸荘（岡山県瀬戸内市邑久町虫明）の地頭職を得ている。　
　
正応2年（1289年）、子の小早川景宗・小早川長政（養子）と孫娘・姫石女の三人に所領を分配し、景宗に家督を譲るが、娘・覚生尼と景宗の家督争いとなり、家中は混乱することとなった。

## 関連史料
- 東京帝国大学文学部史料編纂所編『大日本古文書』 家わけ十一ノ二：小早川家文書之1-2、東京帝国大学、1927年。 NCID BN04860811。OCLC 834195954。全国書誌番号:73018529。NDLJP:1908801